# Дерібас Олександр Михайлович
Олекса́ндр Миха́йлович де Ріба́с (у деяких джерелах також — Деріба́с або Де-Ріба́с; нар. 31 грудня 1856, Одеса, Херсонська губернія, Російська імперія — пом. 2 жовтня 1937, Одеса, Українська РСР, СРСР) — історик, журналіст, краєзнавець і бібліограф. Автор історичних та мемуарних творів. Дворянин за походженням. Походив з неаполітанського роду іспанського походження де Рібасів, які у XVIII столітті переїхали до Російської імперії на службу імператору.

## Життєпис

### Походження
Олександр Михайлович де Рібас походить з неаполітанського роду іспанського походження де Рібасів, найвідомішим представником якого є адмірал Жозеп де Рібас і Бойонс, який був першим градоначальником Одеси та вважається одним з її засновників. Олександр Михайлович є внучатим племінником Жозепа. Рід де Рібасів взагалі зробив багато задля слави Одеси та її процвітання. Братом Жозепа був Фелікс — майор Російської імператорської армії, а також Генеральний консул королівства обох Сицилій для усіх портів Чорного та Азовського морів. Він відомий тим, що подарував місту перший сад, висаджений біля власного будинку. Його називали спочатку Дерібасівським, потім — Казеним, Публічним, а нині — «міський сад». Проживши більшу частину свого життя в Одесі, Фелікс там і помер 1845 року.
Син Фелікса, Михайло, був віце-консулом при батькові, служив при управлінні генерал-губернатора, потім був редактором франкомовного видання «Journal d'Odessa». 1853 року Михайло разом із своїм сімейством отримав спадкове дворянство. Михайло де Рібас був знайомий з багатьма видатними людьми тієї епохи: письменниками, музикантами, художниками. Зокрема, Альфонсом де Ламартіном, Александром Дюма-старшим, Чарлзом Діккенсом, Іваном Айвазовським тощо. Згодом він публікувався у багатьох місцевих періодичних виданнях, завдяки знанню багатьох іноземних мов був членом комітету іноземної цензури, а також головував міську публічну бібліотеку. Матір'ю ж Олександра була Єлизавета ван дер Шкруф — дочка голландського дворянина. За деякими даними саме Михайло Феліксович передав своєму синові Олександру любов до історії Одеси. Слухаючи розповіді батька, маючи можливість бачити ще старих, які пам'ятали перші роки розбудови Одеси, дізнаватися з перших уст про Армана Емманюеля Рішельє, Луї Ланжерона, Олександр Пушкіна, він все подальше життя присвятив цим історіям.

### Перші роки
Олександр Михайлович де Рібас народився 31 грудня 1856 року в українському місті Одеса, що тоді входило до складу Херсонської губернії, Російської імперії. Він отримав добру освіту, досконало знав кілька мов, як і всі в родині. Олександр закінчив комерційне училище, вчився на природничому відділенні фізико-математичного факультету Імператорського Новоросійського університету. В університеті молодий потомок де Рібасів слухав лекції таких науковців того часу, як Ілля Мечников і Іван Сєченов.
Згодом Олександр Михайлович покинув університет і зайнявся журналістикою. деякий час, навіть, викладав французьку мову у приватній гімназії Хотовицького. Згодом — працював викладачем пансіоната при Рішельєвській гімназії. У 1880-х роках переїхав до Києва. Займався перекладами лібрето опер, писав у періодичні видання, служив у банку. Окрім того, деякий час протягом 1905 року виконував обов'язки італійського консула у Києві.

### Кар'єра
Повернувшись до Одеси, Олександр де Рібас стає одним з провідних публіцистів міста. Цей період його життя був насичений громадською, видавничою, адміністративною діяльністю. Довгий час, протягом 1906—1919 років, він співпрацював з газетою «Одесский листок».
Понад 60 публікацій і нарисів були зібрані в книгу «Старая Одесса. Исторические очерки и воспоминания», перше видання якої побачило світ у 1913 році, в кількості 1 075 примірників. Згодом де Рібас одружився з грекинею Ганною Цакні, що була колишньою дружиною Івана Буніна. У їхньому будинку збиралися одеські журналісти, літератори та художники, формуючи своєрідний артистичний салон.
Олександр Михайлович у 1911—1918 роках працював в Одеському бібліографічному товаристві при Імператорському Новоросійському університеті. Згодом два роки у 1922—1924 роках — був директором Одеської міської публічної бібліотеки (нині — Одеська національна наукова бібліотека), а потім багато років був завідувачем краєзнавчим відділом цієї ж бібліотеки. Під час роботи у бібліотеці Олександр Михайлович заснував унікальну картотеку «Одессика», а також був одним із засновників музею «Стара Одеса». Де Рібас також був членом «Пушкінської» комісії Будинку вчених та головою Одеського літературно-артистичного товариства.

### Останні роки
Під час 1920-х років Олександр, разом із дружиною Ганною, регулярно влаштовував вечори, де бували відомі письменники, журналісти, художники й артисти. У важкі роки потрясінь Червоного терору і початку Сталінських репресій, де Рібас занурився в історію. Він довго збирався видати другий том книги «Старая Одесса», навіть, вів переговори з видавництвами — але ці плани так і не здійснилися.
Олександр Михайлович Дерибас помер 2 жовтня 1937 році, не витримавши звістки про те, що його син Данило (за іншими даними — Дмитро), вчений-хімік, професор, заарештований за звинуваченням у «шкідництві» і був вбитий у в'язниці НКВС.

## Наукова діяльність
Олександр Михайлович Дерібас першим ввів у науковий обіг таке поняття, як «Одесика», склав унікальну картотеку за цією тематикою.
Сімейні перекази, розповіді батька — Михайла де Рібаса, бібліотекаря Одеської публічної бібліотеки, власні спостереження і архівні дослідження дали можливість Олександру Дерібасу у 1906—1913 роках публікувати нариси в газетах «Одесский листок» і «Одесские новости». Йому вдалося в своїх літературних роботах жваво воскресити історичне минуле Одеси: її побут, звичаї, звичаї, типи жителів, дати біографії окремих видатних діячів міста.
У 1913 році ці матеріали склали книгу «Старая Одесса. Исторические очерки и воспоминания», випущену тиражем 1 075 примірників. Книга тричі перевидавалася після смерті автора: у 1990 і 2002 роках в Одесі і 1995 року в Москві. Сам автор писав:
|  | Книга про «Стару Одесу» написана мною легко, фейльєтонно, без будь-якої системи, без всякої хронології і без жодної претензії на її історичне значення. Мені просто хотілося передати іншим мої особисті переживання, мою особисту прихильність до рідного міста. І мене, тому, не могло не здивувати і не порадувати то загальне співчутливе ставлення, яке зустріла моя книга у одеських старожилів. Вийшло так, як ніби я сказав про стару Одесі то, що багато давно хотіли сказати про неї самі, як ніби я в своїй книзі був простим виразником загального любовного відносини одеситів до свого славного і милому минулому. Черпаючи хороше з залишившигося в мені джерела старої Одеси, я проливаю це хороше в нове життя... Оригінальний текст (рос.) Книга о «Старой Одессе» написана мною легко, фельетонно, без всякой системы, без всякой хронологии и без всякой претензии на ее историческое значение. Мне просто хотелось передать другим мои личные переживания, мою личную привязанность к родному городу. И меня, поэтому, не могло не удивить и не порадовать то общее сочувственное отношение, которое встретила моя книга у одесских старожилов. Вышло так, как будто я сказал о старой Одессе то, что многие давно хотели сказать о ней сами, как будто я в своей книге был простым выразителем общего любовного отношения одесситов к своему славному и милому прошлому. Черпая хорошее из оставшегося еще во мне родника старой Одессы, я проливаю это хорошее в новую жизнь… |

Над другим томом Олександр Михайлович продовжував працювати в наступні десятиліття, у 1930 роки готував для видавництва Academia друге, доповнене видання. Однак цього не відбулося, рукопис потрапив у фонди Російського державного архіву літератури та мистецтва.
У 1990-ті роки співробітники Одеської державної наукової бібліотеки імені Максима Горького зібрали очерки де Рібаса за газетою «Одесский листок», а також іншим. Колегам Олександра вдалося зібрати більш ніж 110 очерків, які не увійшли до першого видання. Другий том «Старая Одесса. Забытые страницы» був надрукований видавництвом Мистецтво 2004 року у Києві з великою кількістю гравюр та ілюстрацій.

### Публікації
- Старая Одесса. Исторические очерки и воспоминания. — Одесса, 1913;
- Старая Одесса. Забытые страницы / Сост. О. Ф. Ботушанская, О. Н. Вовчок, Т. В. Щурова. — К., 2004.[2]

## Сім'я
- Хосе де Рібас — двоюрідний дід Олександра, адмірал, перший градоначальник Одеси.
- Фелікс де Рібас — дід Олександра, майор[3], Генеральний консул королівства обох Сицилій для усіх портів Чорного та Азовського морів.[4]
- Михайло де Рібас — батько Олександра, віце-консул, редактор видання «Journal d'Odessa».
- Ганна Цакні — дружина Олександра, грекиня за походженням. Перший чоловік — Іван Бунін.
- Данило Олександрович де Рібас — син Олександра та Ганни, вчений-хімік. Був заарештований за звинуваченням у «шкідництві» і був вбитий у в'язниці НКВС.[3]